# Acantharctus delfini
Acantharctus delfini е вид десетоного от семейство Scyllaridae.

## Разпространение
Този вид е разпространен в Чили (Хуан Фернандес).